# Ludwig Tuller

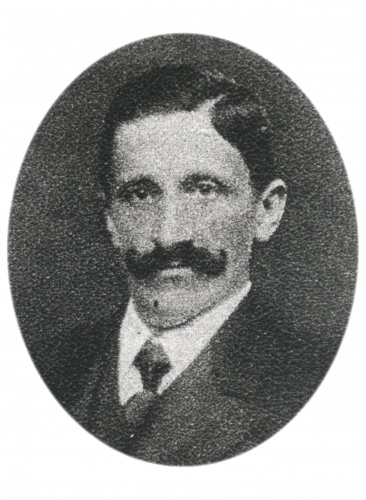
Ludwig Tuller

Ludwig Tuller (* 25. August 1867 in Trofaiach; † 1. Dezember 1942 in St. Michael ob Leoben) war ein österreichischer Politiker der Sozialdemokratischen Arbeiterpartei (SdP).

## Ausbildung und Beruf
Nach dem Besuch der Volksschule wurde er Sekretär des Österreichischen Metallarbeiterverbandes in Graz.

## Politische Funktionen
- 1907–1911 Abgeordneter des Abgeordnetenhauses im Reichsrat (XI. Legislaturperiode), Klub der deutschen Sozialdemokraten
- Abgeordneter zum Steiermärkischen Landtag
- Obmannstellvertreter der Allgemeinen Arbeiterkrankenkasse

## Politische Mandate
- 4. März 1919 bis 9. November 1920: Mitglied der Konstituierenden Nationalversammlung, SdP
- 10. November 1920 bis 18. Mai 1927: Abgeordneter des Nationalrates (I. und II. Gesetzgebungsperiode), SdP
- 21. Mai 1927 bis 17. Februar 1934: Mitglied des Bundesrates (III. und IV. Gesetzgebungsperiode), SdP

## Sonstiges
Ludwig Tuller hatte wegen politischer Delikte schon zu Beginn des 20. Jahrhunderts 23 Vorstrafen, vor allem wegen der von ihm organisierten illegalen Streiks.